# 1-Bromheptan
1-Bromheptan ist eine chemische Verbindung aus der Gruppe der aliphatischen, gesättigten Halogenkohlenwasserstoffe.

## Gewinnung und Darstellung
1-Bromheptan kann durch Reaktion von Heptylalkohol mit Bromwasserstoffsäure oder durch Bromieren von n-Heptan gewonnen werden.

## Eigenschaften
1-Bromheptan ist eine farblose bis gelbliche Flüssigkeit, die praktisch unlöslich in Wasser ist.

## Verwendung
1-Bromheptan ist ein wichtiges Zwischenprodukt für die organische Synthese, Pharmazie und Agrochemie.

## Sicherheitshinweise
Die Dämpfe von 1-Bromheptan können mit Luft ein explosionsfähiges Gemisch (Flammpunkt 60 °C) bilden.